# (29132) Bradpitt
(29132) Bradpitt ist ein Asteroid des mittleren Hauptgürtels, der am 22. Januar 1987 von dem belgischen Astronomen Eric Walter Elst am La-Silla-Observatorium der Europäischen Südsternwarte in Chile (IAU-Code 809) entdeckt wurde.
Die Sonnenumlaufbahn von (29132) Bradpitt ist mit einer Exzentrizität von 0,2520 stark elliptisch.
Die Rotationsperiode des Asteroiden wurde sowohl 2009 von Brian D. Warner am Palmer Divide Observatory in Colorado untersucht als auch 2015 von Adam Waszczak, Chan-Kao Chang, Eran Ofek et al. Die Lichtkurven reichten jedoch nicht zu einer Bestimmung aus.
(29132) Bradpitt wurde am 2. Juni 2015 nach dem US-amerikanischen Schauspieler Brad Pitt benannt. In der Widmung besonders hervorgehoben wurde seine Rolle als Achilles im Film Troja aus dem Jahr 2004.